# Yardena Arazi
Pour les articles homonymes, voir Arazi (homonymie).
Yardena Arazi (en hébreu : ירדנה ארזי, née le 25 septembre 1951) est une chanteuse et artiste israélienne.
Chanteuse et présentatrice de télévision en Israël, de nationalité franco-israélienne Yardena Arazi a une carrière couronnée de succès depuis ses débuts et jusqu'à ce jour.
Elle a représenté Israël au Concours Eurovision de la chanson 1976 avec le trio Chocolate Mentha mastik la chanson Emor Shalom a remporté la 6e place, en Concours Eurovision de la chanson 1988 elle chante seule et remporte la 7e place avec la chanson Ben adam (Humain), Elle a également présenté Concours Eurovision de la chanson 1979 qui s'est déroulé à  Jérusalem.

## Biographie
Yardena Arazi est née dans le kibboutz Kabri et a grandi à Haïfa. Elle est la fille d'immigrants juifs alsaciens et allemands. Sa mère, Yvette Loinger, naît à Strasbourg en 1928, de parents venus d'Europe de l'Est (Bucovine), et fait partie d'une famille de sept frères et sœurs ; l'un d'eux, Simon Loinger, demeure aujourd'hui encore à Strasbourg. Elle est la nièce de Charles Loinger, de Georges Loinger, et de Fanny Loinger. La grand-mère de Yardena était la tante maternelle du mime Marcel Marceau.[réf. nécessaire] Après la deuxième guerre mondiale, Yvette Loinger monte seule en Israël et s'installe au Kiboutz Kabri où elle rencontre son futur époux. Yardena rejoint le groupe Beit Rothschild à 16 ans et en est devenue la chanteuse. Elle fait son service militaire dans la troupe Nahal de divertissement. Arazi est mariée à l'ingénieur Natan Tomer, avec qui elle a une fille, Alona.

## Carrière
Yardena a été soliste dans le groupe Beit Rothschild ainsi que dans le groupe de l'armée puis a fait partie du trio Chocolate, mentha, mastik .
À la suite du succès de Chocolate mentha mastik à l'Eurovision le trio a fait une tournée en Europe et en Amérique latine et a enregistré des chansons en anglais et en allemand pour le marché européen. Yardena Arazi  a ensuite quitté le trio.
En 1979  elle est choisie pour présenter l'eurovision qui s'est déroulé à Jérusalem notamment pour ses facilités en français, sa langue maternelle.Cela l'a conduit à signer un contrat avec une maison de disque allemande: Ariola Arista. Elle a enregistré des chansons en anglais, français et allemand.
Dans les années 80 elle s'est affirmée comme une des grandes chanteuse à succès en Israël,elle est très appréciée du public.
Elle a enregistré 20 albums et vendu 600 000 disques.
Elle a été élue 6 fois la chanteuse de l'année. Elle a remporté le prix: Kinor David , et les honneurs du président de la Knesset. Elle a également été désignée chanteuse de la décennie en 1990.
Sa chanson ata li eretz a été choisie en 2018 comme étant la chanson préférée des israéliens à l'occasion des 70 ans d'Israel qu'elle a chantée par la suite avec l'orchestre philharmonique d'Israël.
De 1997 à 2005 elle a présenté l'émission matinale de la 2e chaîne israélienne puis d'autres programmes divers pour la radio et la télévision, Dont une émission qu'elle a présentée pour la visite d'Enrico Macias avec qui elle chante en français.
Ces dernières années elle remporte un succès grandissant en Israël. Les remix de ses chansons font partie du hit parade, Elle a été choisie pour chanter Israël sheli, la chanson officielle des 70 ans d'Israel, en duo avec Lior Narkis .
En 2017 elle a chanté avec les Chœurs de l'Armée rouge, Sa tournée depuis 3 ans avec le groupe Givatron (Prix d'Israël) réunit un large public.